# كلب الملك تشارلز
كلب الملك تشارلز (المعروف أيضًا باسم تُوِي سبانيل الإنجليزي) هو سلالة صغيرة من الكلاب من نوع السبينلي. في عام 1903، جمع نادي بيت الكلب أربعة سلالات منفصلة من ألعاب السبينلي تحت هذا العنوان الفردي. كانت الأصناف الأخرى التي تم دمجها في هذا الصنف هي بلينهايم وروبي والأمير تشارلز سبانيلز، والتي ساهم كل منها بأحد الألوان الأربعة المتوفرة في السلالة.
يعتقد أن أصلها من شرق آسيا، شوهدت لعبة السبينلي لأول مرة في أوروبا خلال القرن السادس عشر. لقد اشتهروا من خلال ارتباطهم بالملك تشارلز الثاني ملك بريطانيا العظمى وأيرلندا وارتبطوا بالملكية البريطانية منذ عهد الملكة ماري الأولى. كان أعضاء السلالة مملوكين للدوقة الكبرى أناستاسيا نيكولايفنا من روسيا والملكة فيكتوريا.
تم تهجين الملك تشارلز سبانيل وأنواع أخرى من لعبة السبينلي مع الصلصال في أوائل القرن التاسع عشر لتقليل حجم الأنف، كما كان نمط اليوم. شهد القرن العشرين محاولات لإعادة سلالات الملك تشارلز
سبانيلز إلى سلالة عصر تشارلز الثاني. وشمل ذلك لعبة سفينة الصيد السبينلي غير الناجحة وكاڤاليير الملك شارل سبينلي الشهير الآن. إن الكاڤاليير أكبر قليلاً، برأس مسطح وأنف أطول، بينما الملك تشارلز أصغر، برأس مقبب ووجه مسطح.
تاريخيًا، تم استخدام السلالات التي تم دمجها في كلب الملك تشارلز للصيد. بسبب مكانتهم لم يكونوا مناسبين تمامًا. لقد حافظوا على غرائز الصيد لديهم، لكنهم لا يظهرون طاقة عالية وهم أكثر ملاءمة لكونهم كلابًا صغيرة. السلالة الحديثة عرضة للعديد من المشاكل الصحية، بما في ذلك أمراض القلب ومجموعة من مشاكل العين.

## تاريخ

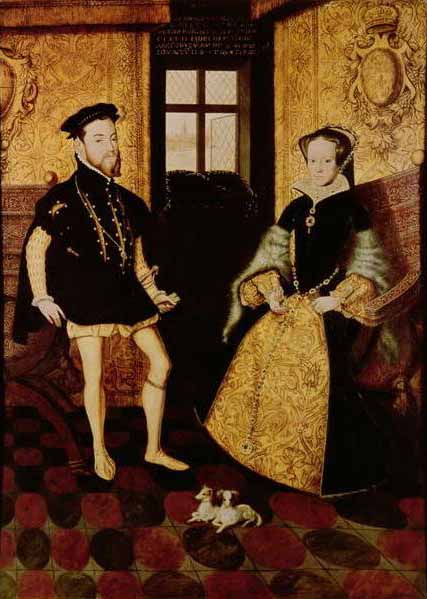
صورة للملكة ماري الأولى والملك فيليب ملك إنجلترا بواسطة هانز إيوورث (1558)

يُعتقد أن لعبة سبينلي التي أصبحت في النهاية سبانيل الملك تشارلز نشأت في شرق آسيا، وفي المقام الأول اليابان. قد يشتركون في أصل مشترك مع الذقن البكيني أحد أبناء بكين واليابان. تم تقديم لعبة سبينلي كهدايا إلى الملوك الأوروبيين.
شوهدت المجموعة الحمراء والبيضاء من لعبة الذليل لأول مرة في لوحات تيتيان، بما في ذلك فينوس أوربينو (1538)، حيث يتم استخدام كلب صغير كرمز لإغراء الإناث. تم إنشاء المزيد من اللوحات التي تصور هذه الألعاب من قبل بالما فيكيو وباولو فيرونيز خلال القرن السادس عشر. ربما تم عبور هذه الألعاب الإيطالية مع الكلاب الصغيرة المحلية مثل المالطية وأيضًا مع الكلاب الصينية المستوردة. بابيلون هو سليل قاري من ذليل مماثل بحجم لعبة.
كان أول ظهور مسجل للعبة الذليل في إنجلترا في لوحة للملكة ماري الأولى والملك فيليب. كانت ماري ملكة إسكتلندا، مولعة أيضًا بالكلاب الصغيرة، بما في ذلك الأسبان، مما أظهر ولع العائلة المالكة البريطانية لهذه الأنواع من الكلاب قبل تشارلز الثاني.
امتلك الملك هنري الثالث ملك فرنسا عددًا من الكلاب الصغيرة، والتي كانت تسمى داماريتس. على الرغم من أن إحدى ترجمات عمل جون كايوس اللاتيني 1570 دي كانيبوس بريتانيكيس تتحدث عن «نوع جديد من سبانيل تم إحضاره من فرنسا، نادر وغريب ويصعب الحصول عليه»، كانت هذه إضافة في ترجمة لاحقة، ولم تكن كذلك في النص الأصلي. ناقش كايوس فكرة «إكلب اللطيف، أو المعزي» رغم ذلك، والذي صنفه على أنه سلالة حساسة. كان يُعتقد أن أصل هذا الكلب من مالطا ولم يتم البحث عنه إلا باعتباره كلبًا صغيرًا لـ «السيدات daintie».
قد يكون الكابتن جون ساريس قد أعاد أمثلة على ألعاب الأسبانى من رحلته إلى اليابان عام 1613، وهي نظرية اقترحها العميد البحري ماثيوس بيري خلال بعثاته إلى اليابان نيابة عن الولايات المتحدة في منتصف القرن التاسع عشر. وأشار إلى أن الكلاب كانت هدية مشتركة واعتقد أن رحلة القبطان ساريس السابقة قدمت نوعًا يابانيًا من الكلاب إلى إنجلترا.

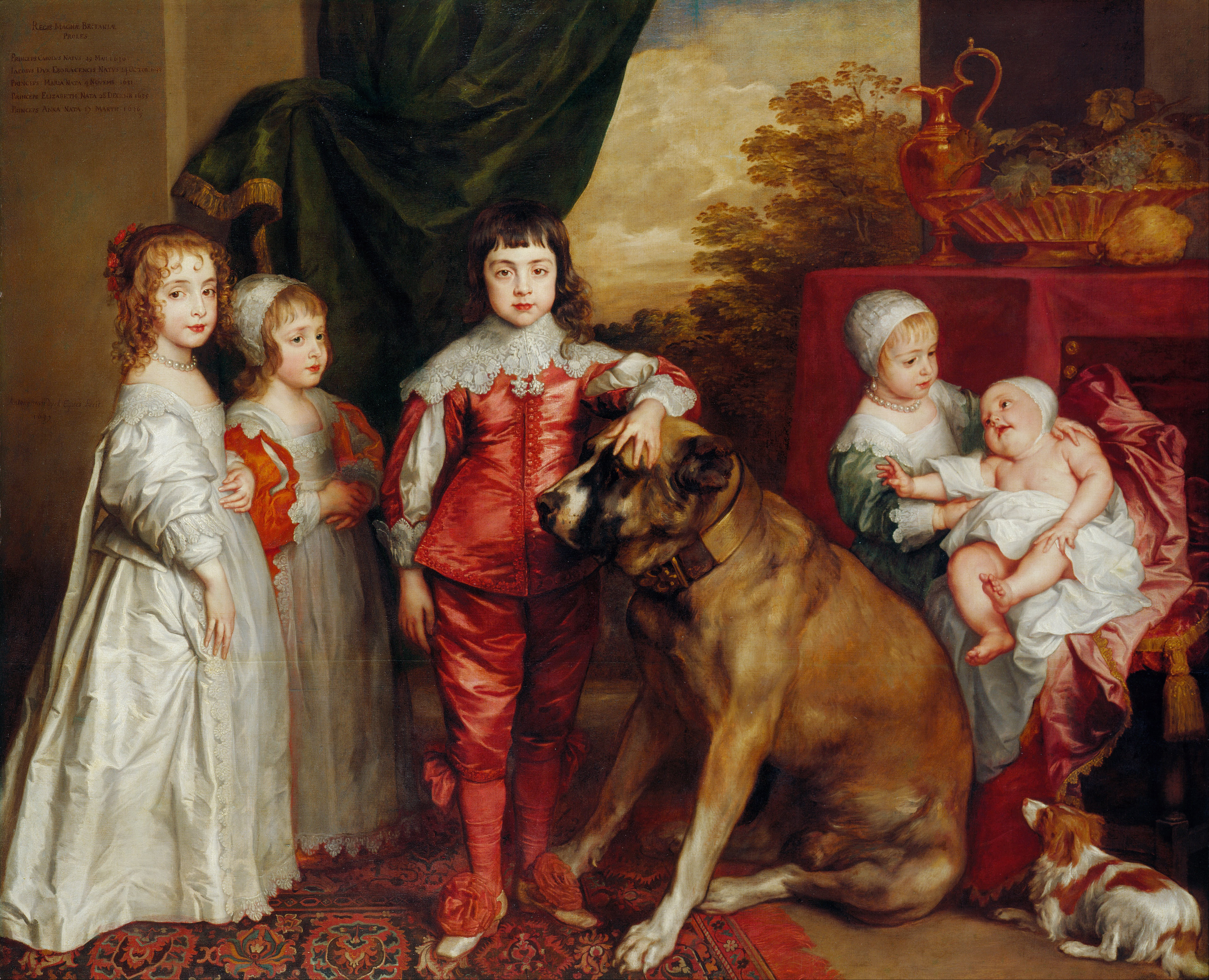
خمسة أطفال من الملك تشارلز الأول ملك إنجلترا (1637) بواسطة أنتوني فان ديك، يظهر كلب العصر في أسفل اليمين

### القرن السابع عشر وشارل الثاني
في القرن السابع عشر، بدأت لعبة الأسبان في الظهور في لوحات لفنانين هولنديين مثل كاسبار نتشر وبيتر بول روبنس. كما صورهم الفنانون الإسبان، بمن فيهم خوان دي فالديز ليال ودييغو فيلاثكيث، في الأعمال الإسبانية، كانت الكلاب ثلاثية الألوان، سوداء وبيضاء أو بيضاء بالكامل. عالم الطبيعة الفرنسي جورج دي بوفون، سيصف جورج دي بوفون فيما بعد هذه الأنواع من الكلاب بأنها تقاطعات بين الذليل والسبنيلي.
كان تشارلز الثاني ملك إنجلترا مغرمًا جدًا بلعبة السبنيلي، ولهذا السبب تحمل الكلاب اسمه الآن، على الرغم من عدم وجود دليل على أن السلالات الحديثة تنحدر من كلابه الخاصة. يُنسب إليه التسبب في زيادة شعبية السلالة خلال هذه الفترة. تصف مذكرات صموئيل بيبس كيف سُمح للأسبان بالتجول في أي مكان في قصر وايت هول، بما في ذلك خلال المناسبات الرسمية. في مدخل بتاريخ 1 سبتمبر 1666، يصف اجتماع المجلس، كتب بيبس، «كل ما لاحظته هناك كان سخافة الملك، واللعب مع كلبه طوال الوقت وعدم الاهتمام بالأعمال.» رسم بيير مينارد شقيقة تشارلز، الأميرة هنرييت آن ستيوارت، وهو يحمل كلب صغير باللونين الأحمر والأبيض. كتبت جوديث بلانت-ليتون، البارونة وينتورث السادس عشر، في عملها 1911 لعبة الكلاب والأسلاف، أن تشارلز أخذ كلابها لنفسه بعد وفاة هنرييت في سن 26 عام 1670.

### بعد تشارلز الثاني

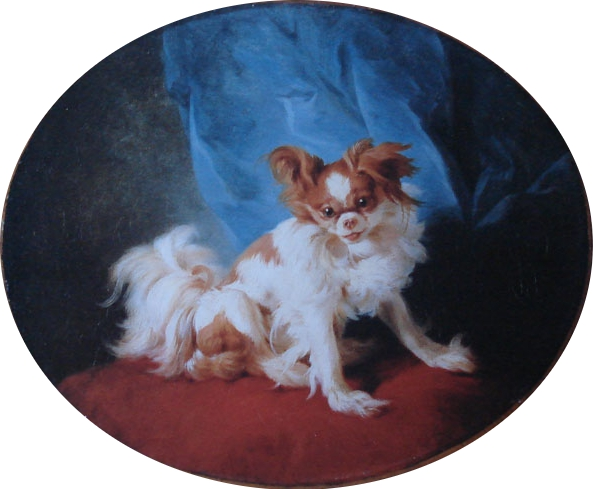
صورة لكلب للملك تشارلز، بقلم جان بابتيست هويت 1778

استمرت لعبة السبنيلي في الانتشار في البلاط البريطاني في عهد الملك جيمس الثاني، من خلال عهد الملكة آن. وشملت الأنواع الشعبية الأنواع البيضاء والحمراء. بعد الثورة المجيدة في عام 1688 وعهد الملك ويليام الثالث والملكة ماري الثانية، تم إدخال الصلصال إلى بريطانيا مما أدى في النهاية إلى تغييرات جسدية جذرية للملك تشارلز كلب. تُظهر المقارنات بين صور الإبرة الخاصة بألعاب الأطفال الإنجليزية والتنوع القاري أن التغييرات قد بدأت بالفعل في الظهور في الأنواع الإنجليزية بحلول عام 1736، مع ظهور أنف أقصر وابتعاد السلالة بشكل عام عن تلك التي شوهدت في الأعمال السابقة لأنطوني فان ديك خلال القرن السابع عشر.
ظلت لعبة السبنيلي الإنجليزية شائعة بدرجة كافية خلال القرن الثامن عشر لتظهر بشكل متكرر في الأدب والفن. على روفر، سيدة السبنيلي، يصف جوناثان سويفت هجاء جوناثان سويفت قصيدة أمبروز فيليبس لابنة اللورد الملازم، ملامح لعبة إنجليزية، محددًا «الجبهة الكبيرة والعالية» من بين الخصائص الجسدية الأخرى للسلالات. ظهرت لعبة السبنيلي والصلصال في كل من الصور الجماعية والأعمال الساخرة لوليام هوغارث. كانت لعبة السبنيلي لا تزال تحظى بشعبية لدى الطبقات العليا مثل كلاب السيدات، على الرغم من إدخال الصلصال، تتميز كل من صورة توماس غينزبرة للملكة شارلوت من عام 1781 وليدي هاميلتون لجورج رومني في عام 1782 بدور الطبيعة بلعبة الأسبان مع عشيقاتهم. كان وزن لعبة الكلب الأسباني لهذا القرن أقل من 5 أرطال (2.3 كجم)، على الرغم من أنه كان يعتقد أنها سلالة الكلاب الأكثر عرضة لزيادة الوزن أو «التسمين».

### القرن التاسع عشر وبلينهايم سبانيل

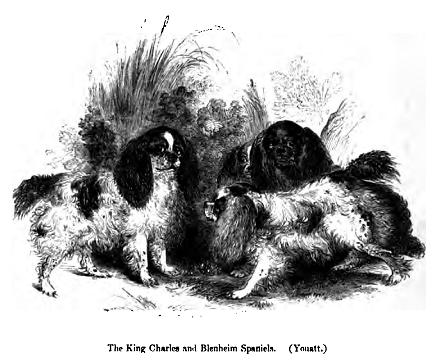
رسم عام 1852 لكلب الملك تشارلز وبلاينهايم

تم استخدام أنواع لعبة السبينلي أحيانًا في الصيد، كما أفاد مستودع رياضي في عام 1830 من بلينهايم السبينلي: "منذ عشرين عامًا، اشتهر دوق مارلبورو بامتلاكه أصغر وأفضل سلالة من الديك الرومي في بريطانيا، كانوا دائمًا أحمر وأبيض، بأذنين طويلتين وأنوف قصيرة وعيون سوداء." خلال هذه الفترة، لم يتم استخدام مصطلح "كوكر" لوصف كوكر سبانيل، بل هو نوع من الكلاب الصغيرة يستخدم لمطاردة وودكوك. أعطى مقر إقامة الدوق، قصر بلاينهايم، اسمه إلى كلب بلاينهايم. يوضح المستودع الرياضي أن لعبة السبينلي قادرة على الصيد، وإن لم يكن ليوم كامل أو في التضاريس الصعبة: "الذئاب الرقيقة والصغيرة جدًا، أو" سبينلي السجادة"، لها أنف رائع، وسوف تصطاد حقًا وممتعة، ولكنها لا تصلح ليوم طويل أو خفية شائكة. تم دعم هذه الفكرة من قبل فيرو شو في عمله عام 1881 الكتاب المصور للكلب، وتوماس براون في عام 1829 الذي كتب، "نادرًا ما يتم استخدامه في الرياضات الميدانية، نظرًا لحجمه الصغير، والتعب بسهولة، وقصير جدًا في الساقين لاجتياز أرض مستنقعات". خلال القرن التاسع عشر، كان المالطيون لا يزالون يُعتبرون نوعًا من السبينلي، ويُعتقد أنهم السلالة الأم من ألعاب السبينلي، بما في ذلك أصناف الملك تشارلز وبلينهايم.
غالبًا ما كانت سلالات لعبة السبينلي تنافس الصلصال في شعبيتها مثل الكلاب الصغيرة للسيدات. كان عيب سلالات لعبة السبينلي هو أن معاطفها الطويلة تتطلب تنظيفًا ثابتًا. بحلول عام 1830، تغيرت لعبة السبينلي إلى حد ما عن كلاب أيام تشارلز الثاني. لم يكن ويليام يوات في دراسته عام 1845، الكلب، متحمسًا للتغييرات: «سلالة الملك تشارلز في الوقت الحاضر قد تغيرت ماديًا إلى الأسوأ. الكمامة قصيرة تقريبًا، والجبهة قبيحة وبارزة مثل كلب الثور الحقيقي. يتم تكبير العين لمضاعفة حجمها السابق، ولها تعبير عن الغباء الذي تتوافق معه شخصية الكلب بدقة شديدة». اعترف يوت أن آذان السلالة الطويلة ومعطفها وتلوينها كانت جذابة. نظرًا للأزياء التي كانت سائدة في تلك الفترة، تم عبور لعبة السبينلي مع الصلصال لتقليل حجم أنوفها ثم تم تربيتها بشكل انتقائي لتقليلها أكثر. من خلال القيام بذلك، تضعف حاسة الشم لدى الكلب، ووفقًا لكتاب القرن التاسع عشر، تسبب هذا في إزالة أنواع مختلفة من لعبة السبينلي من المشاركة في الرياضات الميدانية. اقترح بلانت ليتون أن يكون بلينهايم سبانيلز الأحمر والأبيض دائمًا الأنف الأقصر الذي شوهد الآن في الملك تشارلز الحديث.

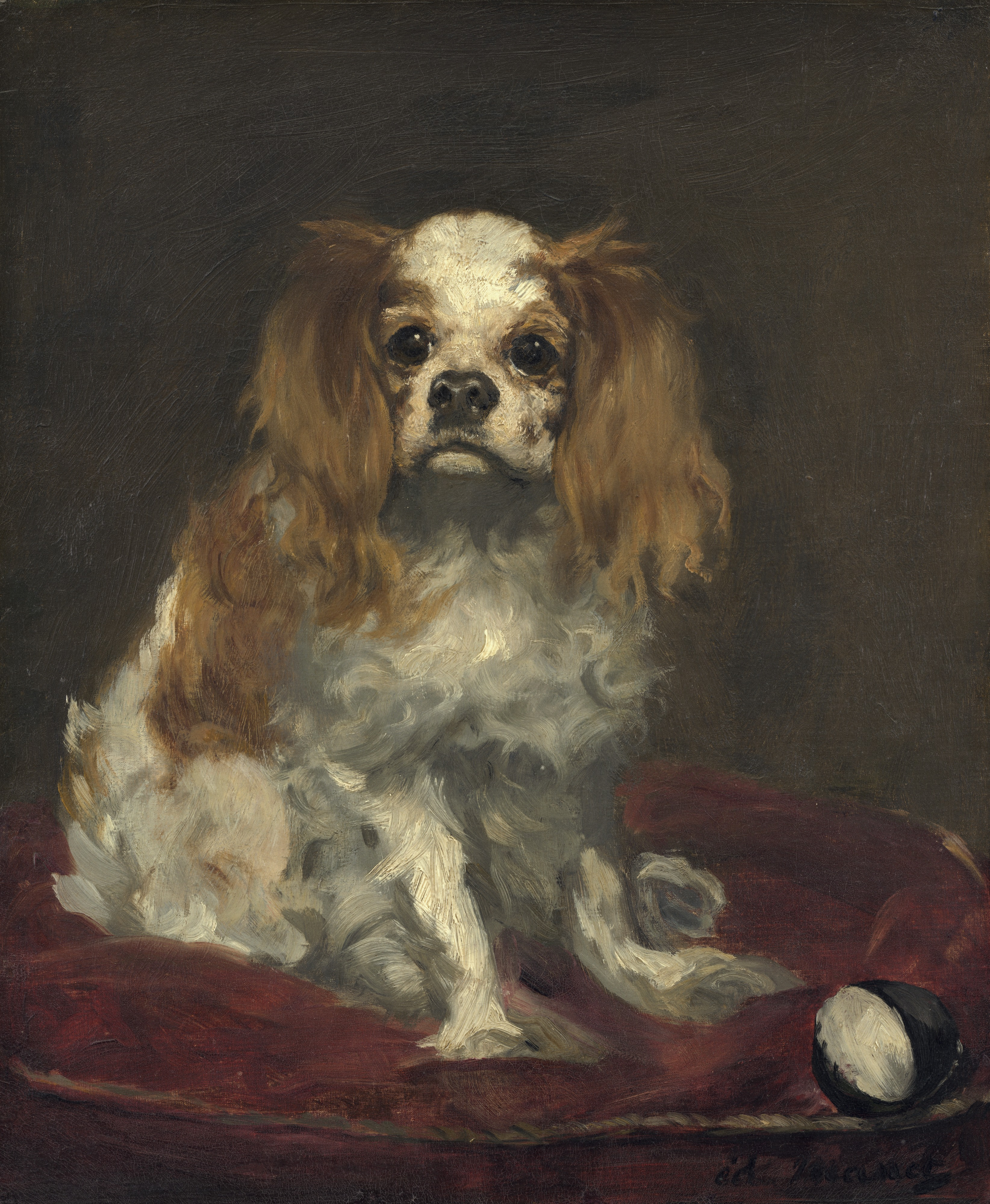
لوحة لكلب الملك تشارلز بواسطة إدوارد مانيه، من ج. 1866

منذ القرن السادس عشر، كانت الموضة بالنسبة للسيدات أن تحمل كلب صغير بحجم الألعاب أثناء تجوالهن في جميع أنحاء المدينة. سميت هذه الكلاب بـ «المعزون» وأعطيت التصنيف البيولوجي للأنواع لكانيس كونسولاتور من قبل كتاب الكلاب في القرن التاسع عشر. بحلول ثلاثينيات القرن التاسع عشر، لم تعد هذه الممارسة رائجة، وأصبحت هذه الأنواع من الكلاب نادرة. تم إعطاء «المعزي» كمصطلح عام للكلاب الصغيرة، بما في ذلك المالطية، واللعبة الإنجليزية، وكونتيننتال توي سبانيلز، والتي كانت مشابهة للعبة فالين الحديثة. كان يعتقد ذات مرة أن الكلاب تمتلك بعض القدرة على الشفاء: في عام 1607، كرر إدوارد توبسيل ملاحظة كايوس بأن «هذه الكلاب الصغيرة جيدة للتخفيف من مرض المعدة، حيث يتم استخدامها في كثير من الأحيان كمادة حافظة، أو بورن في حضن الشخص المريض والضعيف، وهو التأثير الذي يؤديه معتدلهم الحرارة.» بحلول الأربعينيات من القرن التاسع عشر، كان «المعزي» قد توقف عن الاستخدام، وعادت السلالة إلى أن يطلق عليها لعبة سبانيلز. أول ظهور مكتوب للعبة السبانيلز الملون الياقوتي كان كلبًا يدعى داندي، مملوكًا للسيد جاروود في عام 1875.
ظلت الكلاب تحظى بشعبية لدى الملوك. في عام 1896، اشترى أوتو فون بسمارك الملك تشارلز كلبمن بيت تربية أمريكي مقابل 1000 دولار. كان وزن الكلب أقل من 2 رطل (0.9 كجم)، وتم استبعاده من نادي وستمنستر بيت الكلب في العام السابق بسبب وزنه. كان متوسط السعر أقل من ذلك الذي دفعه بسمارك. في عام 1899، تراوح السعر بين 50 دولارًا و200 دولارًا للملك تشارلز أو بلينهايم، وكان روبي والأمير تشارلز كلب يتراوح بين 50 دولارًا و 150 دولارًا.
كانت «فلوسي» آن برونتي، التي أعطاها لها أطفال روبنسون عندما تركت منصب حاكمهم، ملك تشارلز سبانيال.

### عرض التشكل والقرن العشرين

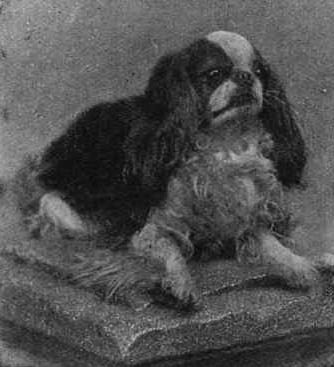
كلب بلاينهايم عام 1903

في عام 1903، حاول نادي بيت الكلب دمج الملك جيمس (الأسود والأسمر)، والأمير تشارلز (ثلاثي الألوان)، وبلنهايم وروبي سبانيلز في سلالة واحدة تسمى لعبة السبينلي. نادي لعبة السبينلي، الذي أشرف على تلك السلالات المنفصلة، اعترض بشدة، ولم يتم حل الجدل إلا بعد تدخل الملك إدوارد السابع، الذي أوضح أنه يفضل اسم «كلب الملك تشارلز». في عام 1904، حذا نادي بيت الكلب حذوه، حيث جمع السلالات الأربعة في سلالة واحدة تُعرف باسم لعبة السبينلي الإنجليزية. تم اعتبار السبينلي الياباني أيضًا نوعًا من لعبة السبينلي، ولكن لم يتم دمجه في السلالة الجديدة وتم الاعتراف به باعتباره سلالة في حد ذاته.
امتلكت الدوقة الكبرى أناستاسيا نيكولايفنا من روسيا اكلبلملك تشارلز وقت إطلاق النار على عائلة رومانوف في 17 يوليو 1918. وبعد ثمانية أيام، وجد نيكولاس سوكولوف من القوات البيضاء مكانًا يعتقد أن جثث عائلة رومانوف احترقت واكتشفت جثة الملك تشارلز كلب في الموقع. في عشرينيات القرن الماضي، أنجبت دوقة مارلبورو الكثير من الملك تشارلز سبانيلز في قصر بلاينهايم، مما دفع زوجها للخروج منه وطرد الدوقة بنفسها لاحقًا.
وثقت بلانت ليتون محاولاتها في أوائل القرن العشرين لإعادة تكاثر نوع القرن الثامن عشر لكلب الملك تشارلز كما رأينا في صور الملك تشارلز الثاني. استخدمت لعبة سفينة صيد سبانيل، وهو كلب ذو شعر مجعد، معظمه أسود، صغير إلى متوسط الحجم، وربعت هذه الكلاب مع مجموعة متنوعة من السلالات الأخرى، بما في ذلك بلاينهايم سبانيلز وكوكر سبانيل، في محاولات فاشلة لإعادة إنتاج النمط السابق.

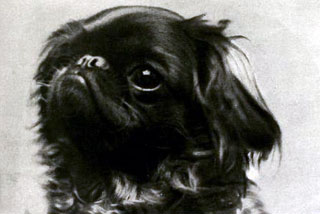
طلقة رأس لروبي سبانييل أوائل القرن العشرين

نشأ كلب كاڤاليير الملك تشارل من مسابقة أقامها الأمريكي روزويل إلدريدج في عام 1926. قدم جائزة مالية لأفضل الكلاب من الذكور والإناث من «كلاب بلاينهايم من النوع القديم، كما هو موضح في صور تشارلز الثاني في زمن إنجلترا، وجه طويل، بلا توقف، جمجمة مسطحة، لا تميل إلى القبة، مع بقعة في مركز الجمجمة». دخل المربون ما اعتبروه دون المستوى كلب الملك تشارلز. على الرغم من أن إلدريدج لم يعش لرؤية السلالة الجديدة التي تم إنشاؤها، إلا أن العديد من المربين اجتمعوا معًا وأنشأوا أول نادي سلالة لكلب كاڤاليير الملك تشارل الجديد في عام 1928، حيث أدرج نادي بيت الكلب في البداية السلالة الجديدة باسم «كلب الملك تشارلز، نوع كاڤاليير». في عام 1945، اعترف نادي بيت الكلب بالسلالة الجديدة في حد ذاته. لم يتعرف نادي بيت الكلب الأمريكي على كاڤاليير حتى عام 1997.
واصلت الأميرة مارجريت كونتيسة سنودون، العلاقة بين العائلة المالكة وكلب الملك تشارلز، حيث حضرت حفلة عيد ميلاد الأميرة آن العاشر مع كلبها رولي في عام 1960. امتلكت إليزابيث الثانية أيضًا كلب الملك تشارلز بالإضافة إلى الكلاب الأكثر ارتباطًا بها، بيمبروك ويلش كورجي.

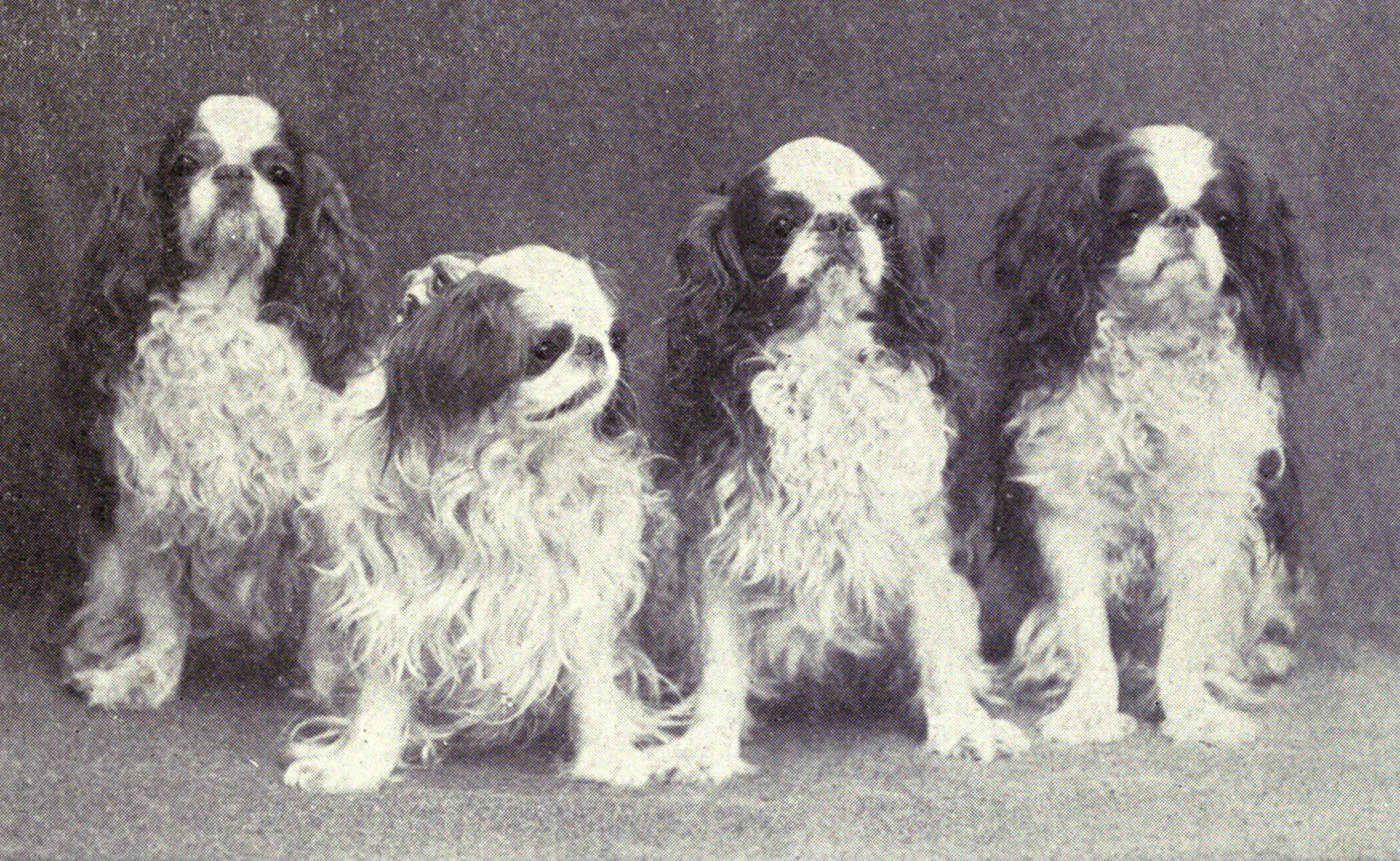
كلب الملك تشارلز من عام 1915

في عام 2008، كان الفيلم الوثائقي لهيئة الإذاعة البريطانية نسب الكلاب المكشوفة ينتقد تربية مجموعة متنوعة من سلالات النسب بما في ذلك كلب الملك تشارلز. سلط العرض الضوء على القضايا المتعلقة بتكهف النخاع في كل من سلالات الملك تشارلز وكافاليير. قال مارك إيفانز، كبير المستشارين البيطريين للجمعية الاسكتلندية لمنع القسوة على الحيوانات، "إن عروض الكلاب باستخدام معايير التكاثر الحالية كمعايير الحكم الرئيسية تشجع بنشاط كل من التكاثر المتعمد للكلاب المشوهة والمعوقة وتزاوج الأقارب من الحيوانات وثيقة الصلة، تم تأييد هذا الرأي من قبل المستشارين البيطريين للجمعية الاسكتلندية لمنع القسوة على الحيوانات. بعد البرنامج، أنهت الجمعية الملكية لمنع القسوة على الحيوانات رعايتها لعرض كروفتس السنوي للكلاب، ورفضت هيئة الإذاعة البريطانية بث الحدث.
يعتبر كلب الملك تشارلز أقل شعبية من كاڤاليير في كل من المملكة المتحدة والولايات المتحدة. في عام 2010، كان كاڤاليير هو السلالة رقم 23 الأكثر شعبية، وفقًا لأرقام التسجيل التي تم جمعها من قبل نادي بيت الكلب الأمريكي، بينما كانت لعبة السبينلي الإنجليزية هي 126. في المملكة المتحدة، وفقًا لنادي بيت الكلب فإن كاڤاليير هي السلالة الأكثر شعبية في مجموعة الألعاب، حيث تم تسجيل 8154 جروًا في عام 2010، مقارنة بـ 199 تسجيلًا لكلب الملك تشارلز. نظرًا لانخفاض عدد التسجيلات، تم تحديد الملك تشارلز على أنه سلالة أصلية ضعيفة من قبل نادي بيت الكلب في عام 2003 في محاولة للمساعدة في تعزيز السلالة.

## وصف
للملك تشارلز عيون داكنة كبيرة وأنف قصير ورأس مقبب مرتفع وخط من الجلد الأسود حول الفم. في المتوسط، يبلغ طوله من 9 إلى 11 بوصة (23 إلى 28 سم) عند الذراعين، مع جسم صغير ولكنه مضغوط. السلالة لها ذيل راسية تقليديًا. له آذان طويلة متدلية نموذجية للكلب ويأتي معطفه في أربعة أنواع، وهي سمة تشترك فيها مع فرعها، كلب فارس الملك شارل.

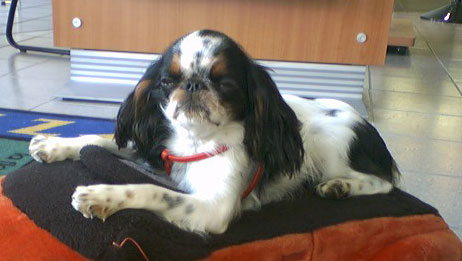
كلب الملك تشارلز مع علامات الأمير تشارلز

تعكس المجموعات الأربع للعلامات السلالات الأربعة السابقة التي اشتُق منها السلالة الحديثة. تُعرف العلامات السوداء والسمراء باسم «الملك تشارلز»، في حين أن «الأمير تشارلز» ثلاثي الألوان، و «بلاينهايم» باللون الأحمر والأبيض، و «روبي» باللون الأحمر الغني الصلب بلون واحد. عادة ما تتكون علامات «الملك تشارلز» السوداء والسمراء من معطف أسود مع علامات الماهوجني / تان على الوجه والساقين والصدر وتحت الذيل. «الأمير تشارلز» ذو الألوان الثلاثة هو في الغالب أبيض مع بقع سوداء وعلامات ماهوجني / تان في مواقع مشابهة لـ «الملك تشارلز». «بلاينهايم» لها معطف أبيض مع بقع حمراء، ويجب أن يكون لها بقعة حمراء مميزة في وسط الجمجمة.
غالبًا ما يخطئ كلب الملك تشارلز في كونه كافاليير كلب الملك تشارلز. هناك العديد من الاختلافات المهمة بين السلالتين، وأهمها الحجم. بينما يزن كافاليير في المتوسط ما بين 13 إلى 18 رطلاً (5.9 إلى 8.2 كجم)، فإن الملك تشارلز أصغر من 8 إلى 14 رطلاً (3.6 إلى 6.4 كجم). بالإضافة إلى ذلك، فإن ملامح وجههم، وإن كانت متشابهة، يمكن تمييزها: تم تعيين آذان كافاليير أعلى وجمجمته مسطحة، في حين أن الملك تشارلز مقبب. أخيرًا، يميل طول كمامة الملك تشارلز إلى أن يكون أقصر من الكمامة النموذجية في كافاليير.
يحتوي نادي بيت الكلب الأمريكي على فئتين، لعبة السبينلي الإنجليزية (B / PC) (بلاينهايم والأمير تشارلز) ولعبة السبينلي الإنجليزية (R / KC)، بينما في المملكة المتحدة، يضع نادي بيت الكلب الأمريكي السلالة في فئة واحدة. تحت مجموعات اتحاد الدولية سينولوجيك، تم وضع الملك تشارلز في قسم لعبة السبينلي الإنجليزية ضمن مجموعة رفيق ولعبة الكلب، جنبًا إلى جنب مع كلب فارس الملك شارل.

## طبع

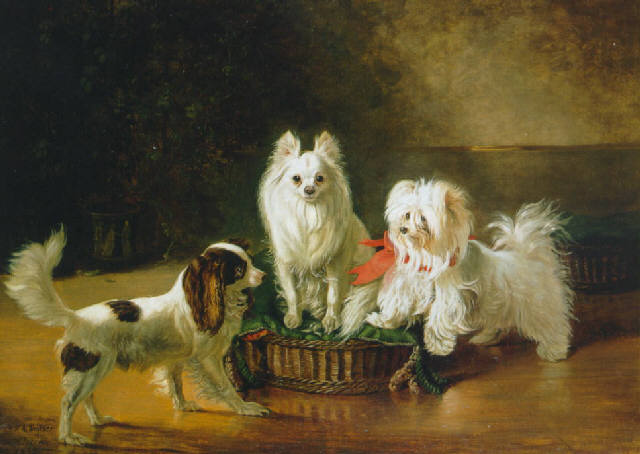
لعبة السبينلي، قزم سبيتز ومالطي بجانب سلة (1855) بواسطة يوهان فريدريش فيلهلم فيجنر.

يعتبر الملك تشارلز سلالة ودودة، لدرجة أنه ليس مناسبًا مثل مراقب مثل بعض السلالات، على الرغم من أنه قد لا يزال ينبح لتحذير مالكيها من زائر يقترب. إنها ليست سلالة عالية الطاقة، وتتمتع بصحبة
أفراد العائلة، كونها في الأساس كلب صغير. على الرغم من قدرته على الارتباط بشكل جيد مع الأطفال والتسامح معهم، إلا أنه لن يقبل التعامل القاسي. يفضل عدم تركه بمفرده لفترات طويلة. تُعرف بأنها واحدة من أكثر سلالات الألعاب هدوءًا، وهي مناسبة للعيش في الشقة.
يمكن للسلالة أن تتحمل الحيوانات الأليفة الأخرى جيدًا، على الرغم من أن الملك تشارلز لا يزال لديه غرائز الصيد لأسلافه وقد لا يكون دائمًا ودودًا تجاه الحيوانات الصغيرة. إنه ذكي بما يكفي لاستخدامه في أعمال الطاعة، وبسبب مزاجه المستقر، يمكن أن يكون كلبًا علاجيًا ناجحًا للمستشفيات ودور رعاية المسنين.

## الصحة
يمكن العثور على كلب قصير في بعض أفراد السلالة، وهو ليس طفرة في جين تي بوكس، وبالتالي يُسمح به بموجب قواعد عرض التشكل. كانت الأبحاث المتعلقة بالصحة على السلالة محدودة، مع عدم إجراء دراسات رئيسية في بريطانيا. ومع ذلك، فقد تم تضمينه في دراسات خارج المملكة المتحدة، بما في ذلك من قبل مؤسسة تقويم العظام للحيوانات في الولايات المتحدة. يعاني كلب الملك تشارلز من عدد من اضطرابات العين والجهاز التنفسي الشائعة لدى الكلاب العضدية الرأس، وأمراض الغدد الصماء والأيض الشائعة في السلالات الصغيرة، فضلاً عن الحالات الصحية المرتبطة بالسلالة المحددة. متوسط العمر الافتراضي هو 10 إلى 12 عامًا، ويجب أن تكون السلالة قادرة على التكاثر بشكل طبيعي.

## أمراض العين والقلب
تشمل مشاكل العين المرتبطة بكلب الملك تشارلز إعتام عدسة العين، وضمور القرنية، والتهاب القرنية، وازدواج الأهداب، وانطواء جفني، ومرض العين المتجحمة، والتهاب القرنية. بالمقارنة مع السلالات الأخرى، فإن كلب الملك تشارلز لديه مخاطر متزايدة للإصابة بالفرط (حيث تسبب الرموش أو الشعر الزائد في تهيج العين). يشتبه في الوراثة في الحالات الأخرى، حيث تتراوح أعمار البداية من ستة أشهر لإعتام عدسة العين إلى سنتين إلى خمس سنوات لضمور القرنية.
تشمل أمراض القلب المتعلقة بالملك تشارلز سبانيال مرض الصمام التاجي، حيث يتدهور الصمام التاجي، مما يتسبب في تدفق الدم للخلف عبر غرف القلب ويؤدي في النهاية إلى قصور القلب الاحتقاني. تُرى أيضًا القناة الشريانية السالكة، حيث يتم توجيه الدم مرة أخرى من القلب إلى الرئتين، ويمكن أن تؤدي إلى قصور القلب. كلتا الحالتين تظهران بأعراض متشابهة وتكونان موروثة. أجرى مؤسسة تقويم العظام للحيوانات مسحًا لأمراض القلب، حيث وجد أن الملك تشارلز سبانييل من بين 105 سلالة هو السابع الأسوأ، مع إصابة 2.1% من 189 كلبًا.

## القضايا الشائعة الأخرى
كونه سلالة عضدية الرأس، يمكن أن يكون ملك الملك تشارلز حساسًا للتخدير. هذا لأنه في الكلاب المصابة بالشلل الدماغي، هناك أنسجة إضافية في الحلق خلف الفم مباشرة وتجويف الأنف، والمعروفة باسم البلعوم، ويعمل التخدير بمثابة ارتخاء للعضلات مما يتسبب في انسداد ضصض الضيق للكلاب. يمكن أن تقلل هذه المسالك الهوائية الضيقة من قدرة الكلاب على ممارسة الرياضة بشكل صحيح وتزيد من تعرضها لضربة الشمس. الاضطرابات الخلقية والوراثية الأخرى الموجودة في كلب الملك تشارلز هي اللسان المعلق، حيث يمنع الخلل العصبي اللسان من التراجع إلى الفم، داء السكري، والذي قد يترافق مع إعتام عدسة العين، الحنك المشقوق والفتق السري. يوصي نادي سبانيل الإنجليزي الأمريكي بتصحيح الفتق السري فقط إذا كانت هناك حاجة لعملية جراحية أخرى، نظرًا لخطر الجراحة في السلالات العضدية. في دراسة أخرى أجراها مؤسسة تقويم العظام للحيوانات، كان كلب الملك تشارلز هو الأسوأ رقم 38 من بين 99 سلالة لخلع الرضفة. من 75 حيوانًا تم اختبارها، وجد 4% مصابون بالمرض. ومع ذلك، فقد وجدت الدراسات الاستقصائية التي أجراها نادي السلالات الفنلندية بين عامي 1988 و2007 أن التكرارات كانت أعلى في بعض السنوات، حيث تراوحت بين 5.3% إلى 50%.
هناك العديد من سمات السلالات التي قد تسبب القلق كقضايا صحية. وهي تشمل مشاكل في الجمجمة مثل اليافوخ المفتوح، حيث توجد بقعة ناعمة في الجمجمة في الكلاب الصغيرة، إنه شائع في الكلاب التي يقل عمرها عن عام. أحد المضاعفات الناتجة عن هذه الحالة هو استسقاء الرأس، المعروف أيضًا باسم الماء على الدماغ. قد تسبب هذه الحالة أعراضًا عصبية تتطلب قتل الكلب بطريقة القتل الرحيم للحيوانات. قد تبدو أصابع القدم المندمجة، حيث يتم دمج اثنين أو أكثر من أصابع قدم الكلب معًا، مشكلة صحية ولكن هذه السلالة ليست مدعاة للقلق.

## خرافة
تزعم أسطورة حضرية أن تشارلز الثاني أصدر مرسومًا خاصًا يمنح كلب الملك تشارلز الإذن بدخول أي مؤسسة في المملكة المتحدة، متجاوزًا قواعد «عدم وجود كلب باستثناء كلاب الإرشاد». نوع مختلف من هذه الأسطورة يتعلق على وجه التحديد بمجلسي البرلمان. يتم تطبيق هذه الأسطورة في بعض الأحيان بدلاً من ذلك على كلب فارس الملك شارل.
يقول موقع البرلمان البريطاني على الإنترنت: «على عكس الشائعات الشائعة، لا يوجد قانون برلماني يشير إلى السماح للملك تشارلز الأسباني في أي مكان في قصر وستمنستر. غالبًا ما يُطرح علينا هذا السؤال وقد أجرينا بحثًا شاملاً». وبالمثل، لا يوجد دليل على أن أي قانون من هذا القبيل يغطي المملكة المتحدة الأوسع. قال متحدث باسم نادي بيت الكلب: «هذا القانون يقتبس من وقت لآخر. يُزعم في الكتب أن الملك تشارلز أصدر هذا المرسوم لكن بحثنا لم يتتبعه».

### محدد
1. 1 2   http://www.fci.be/nomenclature/Standards/128g09-de.pdf. {{استشهاد ويب}}: |url= بحاجة لعنوان (مساعدة) والوسيط |title= غير موجود أو فارغ (من ويكي بيانات) (مساعدة)
2. 1 2  Hawks، Francis L.؛ Perry, Commodore Matthew C. (1856). Narrative of the Expedition of an American Squadron to the China Seas and Japan. Washington, D.C.: Beverley Tucker. ص. 369. مؤرشف من الأصل في 2016-03-06.
3. 1 2  سبانيل الملك تشارلز: p. 94
4. 1 2 3 4  "English Toy Spaniel Did You Know?". American Kennel Club. مؤرشف من الأصل في 2012-11-05. اطلع عليه بتاريخ 2011-03-20.
5. 1 2 3  سبانيل الملك تشارلز: p. 14
6. ↑  Cohen، Simona (2008). Animals as Disguised Symbols in Renaissance Art. Boston, MA: Brill. ص. 137. ISBN:978-90-04-17101-5. مؤرشف من الأصل في 2014-09-21.
7. 1 2  سبانيل الملك تشارلز: p. 15
8. 1 2  سبانيل الملك تشارلز: p. 38
9. 1 2 3 4 5  Rice، Dan (2002). Small Dog Breeds. Hauppauge, NY: Barron's Educational Series. ص. 145–146. ISBN:978-0-7641-2095-4.
10. 1 2  سبانيل الملك تشارلز: p. 16
11. 1 2  Caius, John; Fleming, Abraham (1576) [1570]. De Canibus Britannicis (باللاتينية). London, UK: Richard Johnes. p. 6. Archived from the original on 2020-11-27.
12. 1 2  سبانيل الملك تشارلز: p. 162
13. ↑  سبانيل الملك تشارلز: p. 52
14. 1 2  سبانيل الملك تشارلز: p. 17
15. ↑  سبانيل الملك تشارلز: p. 667
16. ↑  سبانيل الملك تشارلز: p. 19
17. ↑  كلب الملك تشارلز: p. 19
18. ↑  Browning, William Ernst، المحرر (1910). The Poems of Jonathan Swift. London, UK: G. Bell and Sons. ج. 1. ص. 288. مؤرشف من الأصل في 2016-03-06.
19. ↑  Hogarth، William (1833). Anecdotes. London UK: J.R. Nichols and Son. ص. 374. مؤرشف من الأصل في 2013-07-29.
20. ↑  Bowon، Edgar Peter (2006). Best in Show : the Dog in Art from the Renaissance to Today. New Haven, CT: Yale University Press. ص. 49. ISBN:978-0-89090-143-4. مؤرشف من الأصل في 2016-09-25.
21. ↑  Wood، John George (1862). Natural History Picture Book: Mammalia. London, UK; New York, NY: Routledge, Warne, and Routledge. ص. 102. مؤرشف من الأصل في 2020-12-20.
22. ↑  Anderson، James (1800). Recreations in Agriculture, Natural–History, Arts, and Miscellaneous literature. London, UK: T. Bensley. ج. 2. ص. 241. مؤرشف من الأصل في 2016-09-27.
23. 1 2 3  سبانيل الملك تشارلز: p. 163
24. 1 2  كلب الملك تشارلز: p. 164
25. ↑  كلب الملك تشارلز: p. 295
26. ↑  كلب الملك تشارلز: p. 78
27. ↑  كلب الملك تشارلز: p. 301
28. ↑  Hungerland، Jacklyn E. (2003). Papillions. Hauppauge, NY: Barron's Educational Series. ص. 6. ISBN:978-0-7641-2419-8. مؤرشف من الأصل في 2014-09-21.
29. ↑  كلب الملك تشارلز: p. 302
30. ↑  كلب الملك تشارلز: p. 36
31. 1 2  كلب الملك تشارلز: p. 40
32. 1 2  "Gillie Sells for $1,000" (PDF). The New York Times. Arthur Ochs Sulzberger, Jr. 17 أبريل 1896. مؤرشف من الأصل (PDF) في 2020-12-21. اطلع عليه بتاريخ 2011-07-28.
33. ↑  كلب الملك تشارلز: p. 39
34. ↑  كلب الملك تشارلز: p. 41
35. ↑  كلب الملك تشارلز: p. 42
36. 1 2  Jackson، Frank (1990). Crufts: The Official History. London, UK: Pelham Books. ص. 116. ISBN:978-0-7207-1889-8.
37. ↑  كلب الملك تشارلز: p. 38
38. ↑  Dalley، Jan (7 يناير 1996). "Grave Affairs". The Independent. Independent Print Limited. مؤرشف من الأصل في 2016-10-06. اطلع عليه بتاريخ 2011-07-28.
39. ↑  "Gladys, Duchess of Marlborough: the aristocrat with attitude". The Telegraph. مؤرشف من الأصل في 2020-10-24.
40. ↑  كلب الملك تشارلز: p. 80
41. 1 2 3 4 5  كلب الملك تشارلز: p. 9
42. ↑  كلب الملك تشارلز: p. 23
43. ↑  "Princess Anne's 10th Birthday". The Herald. Newsquest. 16 أغسطس 1960. مؤرشف من الأصل في 2020-12-22. اطلع عليه بتاريخ 2011-07-28.
44. ↑  Gilmore، Eddy (29 أغسطس 1959). "Anne Happy, Phillip Miffed as Ike Leaves Family". Gadsden Times. Roger Quinn. مؤرشف من الأصل في 2020-12-21. اطلع عليه بتاريخ 2011-07-28.
45. ↑  "Queen, Looking Well, Goes To Palace". The Evening Times. Newsquest. 18 يناير 1960. مؤرشف من الأصل في 2020-12-22. اطلع عليه بتاريخ 2011-07-28.
46. ↑  Donnelly، Brian (16 سبتمبر 2008). "Crufts Hit by 'Deformed' Breeds Row". The Herald. Newsquest. مؤرشف من الأصل في 2013-05-27. اطلع عليه بتاريخ 2011-07-28.
47. ↑  Sugden، Joanne (15 سبتمبر 2008). "RSPCA Pulls Out of Crufts Over Breeding Row". The Times. News Corporation. مؤرشف من الأصل في 2011-06-29. اطلع عليه بتاريخ 2011-07-28.
48. ↑  Kiss، Jemima (12 ديسمبر 2008). "BBC Suspends Coverage of Crufts Dog Show After Four Decades". The Guardian. Guardian News and Media. مؤرشف من الأصل في 2020-10-31. اطلع عليه بتاريخ 2011-07-28.
49. ↑  "AKC Dog Registration Statistics". American Kennel Club. مؤرشف من الأصل في 2012-05-11. اطلع عليه بتاريخ 2011-03-20.
50. ↑  "Comparative Tables of Registrations For the Years 2001 – 2010 Inclusive" (PDF). The Kennel Club. مؤرشف من الأصل (PDF) في 2012-03-25. اطلع عليه بتاريخ 2011-03-20.
51. ↑  Hankins، Justine (19 فبراير 2006). "The Dying Breeds". The Guardian. Guardian News and Media. مؤرشف من الأصل في 2016-10-11. اطلع عليه بتاريخ 2011-07-28.
52. 1 2 3 4 5 6 7 8  كلب الملك تشارلز: pp. 232–233
53. ↑  "Traditionally Docked Breeds". The Kennel Club. 22 يوليو 2008. مؤرشف من الأصل في 2011-03-16. اطلع عليه بتاريخ 2011-03-20.
54. 1 2  كلب الملك تشارلز: p. 190
55. ↑  "English Toy Spaniel" (PDF). Canadian Kennel Club. مؤرشف من الأصل (PDF) في 2011-05-27. اطلع عليه بتاريخ 2011-03-25.
56. ↑  "King Charles Spaniel Breed Standard". The Kennel Club. ديسمبر 2007. مؤرشف من الأصل في 2020-08-14. اطلع عليه بتاريخ 2014-11-12.
57. ↑  "Breed and Class Results: King Charles Spaniel". DFS Crufts. مؤرشف من الأصل في 2011-08-14. اطلع عليه بتاريخ 2011-03-22.
58. ↑  "Breeds Nomenclature". Fédération Cynologique Internationale. مؤرشف من الأصل في 2014-07-24. اطلع عليه بتاريخ 2011-03-22.
59. ↑  "Routuesittely" (بالفنلندية). King Charlesin Spaniel r.y. Archived from the original on 2012-04-24. Retrieved 2011-10-08.
60. 1 2 3 4  "Kingcharlesinspanieli Jalostuksen tavoiteohjelma" (PDF). King Charlesin Spaniel r.y. مؤرشف من الأصل (PDF) في 2012-04-24. اطلع عليه بتاريخ 2011-10-08.
61. ↑  Fleming، J.M.؛ Creevy K.E., Promislow, D.E.L. (2011). "Mortality in North American Dogs from 1984 to 2004: An Investigation into Age-, Size-, and Breed-Related Causes of Death". Journal of Veterinary Internal Medicine. ج. 25 ع. 2: 187–198. DOI:10.1111/j.1939-1676.2011.0695.x. ISSN:1939-1676. PMID:21352376.{{استشهاد بدورية محكمة}}:  صيانة الاستشهاد: أسماء متعددة: قائمة المؤلفين (link)
62. ↑  Michell، A. R. (1999). "Longevity of British breeds of dog and its relationships with-sex, size, cardiovascular variables and disease". Veterinary Record. ج. 145 ع. 22: 625–9. DOI:10.1136/vr.145.22.625. PMID:10619607. S2CID:34557345. "n=22, median=10.1"
63. ↑  O’Neill، D. G.؛ Church، D. B.؛ McGreevy، P. D.؛ Thomson، P. C.؛ Brodbelt، D. C. (2013). "Longevity and mortality of owned dogs in England" (PDF). The Veterinary Journal. ج. 198 ع. 3: 638–43. DOI:10.1016/j.tvjl.2013.09.020. PMID:24206631. مؤرشف من الأصل (PDF) في 2018-05-08. "n=26, median=12.0, انحراف ربيعي=10.0-14.2"
64. ↑  Gough، Alex (2010). Breed Predispositions to Disease in Dogs and Cats. Chichester, UK: Wiley–Blackwell. ص. 126. ISBN:978-1-4051-8078-8. مؤرشف من الأصل في 2014-09-21.
65. ↑  "Breed Health Concerns/Research Interests". American Kennel Club Canine Health Foundation. مؤرشف من الأصل في 2016-10-06. اطلع عليه بتاريخ 2011-03-25.
66. 1 2  "Mitral Valve Disease". American Kennel Club Canine Health Foundation. مؤرشف من الأصل في 2011-07-03. اطلع عليه بتاريخ 2011-03-25.
67. 1 2  "Patent Ductus Arteriosus". American Kennel Club Canine Health Foundation. مؤرشف من الأصل في 2011-07-03. اطلع عليه بتاريخ 2011-03-25.
68. ↑  "Cardiac Statistics". Orthopedic Foundation for Animals. مؤرشف من الأصل في 2017-08-31. اطلع عليه بتاريخ 2011-03-22.
69. ↑  Arden، Darleen (2006). Small Dogs, Big Hearts. Hoboken, NJ: John Wiley & Sons. ص. 175. ISBN:978-0-471-77963-6. مؤرشف من الأصل في 2014-09-21.
70. 1 2  McKay، Scott Alan. "Brachycephalic Syndrome in Dogs and Cats". Peteducation.com. مؤرشف من الأصل في 2018-02-02. اطلع عليه بتاريخ 2011-10-20.
71. ↑  Charles spaniel "Disorders by Breed: King Charles Spaniel". Faculty of Veterinary Science, University of Sydney. 14 يوليو 2010. مؤرشف من الأصل في 2016-04-24. اطلع عليه بتاريخ 2011-10-03. {{استشهاد ويب}}: تحقق من قيمة |مسار أرشيف= (مساعدة)
72. 1 2  "Breed Profile". English Toy Spaniel Club of America. مؤرشف من الأصل في 2011-10-30. اطلع عليه بتاريخ 2011-10-08.
73. ↑  "Patella Luxation Statistics". Orthopedic Foundation for Animals. مؤرشف من الأصل في 2013-04-06. اطلع عليه بتاريخ 2011-03-22.
74. ↑  "Cavalier King Charles Spaniel Dog Breed Information". American Kennel Club (بالإنجليزية). Archived from the original on 2020-11-27. Retrieved 2019-02-01.
75. 1 2  "Shops centre ban for 'royal' dog". Manchester Evening News (Jan 2007). مؤرشف من الأصل في 2020-10-06. اطلع عليه بتاريخ 2016-05-29.
76. ↑  "King Charles and a point of law". Dogcast Radio. مؤرشف من الأصل في 2016-10-05.
77. 1 2  "Buchlyvie 513 OES". Buchlyvie chapter No 513 Order of The Eastern Star. مؤرشف من الأصل في 2019-07-05. اطلع عليه بتاريخ 2025-04-01.

### عام
- Brown، Thomas (1829). Biographical Sketches and Authentic Anecdotes of Dogs. Edinburgh, UK: Oliver and Boyd.
- Coile، D. Caroline (2008). Cavalier King Charles Spaniels (ط. 2nd). Hauppauge, NY: Barron's Educational Series. ISBN:978-0-7641-3771-6. مؤرشف من الأصل في 2019-06-30.
- Diehl، John E. (1899). Toy Dogs. Philadelphia: The Associated Fanciers.
- Lytton، Mrs. Neville (1911). Toy Dogs and Their Ancestors. New York, NY: D Appleton and Company.
- Moffat، Norma (2006). Cavalier King Charles Spaniel: Your Happy Healthy Pet (ط. 2nd). Hoboken, NJ: John Wiley & Sons. ISBN:978-0-471-74823-6.
- Palika، Liz (2007). The Howell Book of Dogs: The Definitive Reference to 300 Breeds and Varieties. Hoboken, NJ: John Wiley & Sons. ISBN:978-0-470-00921-5. مؤرشف من الأصل في 2014-09-21.
- Shaw، Vero Kemball (1881). The Illustrated Book of the Dog. London, UK; New York, NY: Cassell, Petter, Galpin & Co.
- Walsh، John Henry (1876). British Rural Sports. London: Saville, Edwards and Co. مؤرشف من الأصل في 2014-09-21.
- Youatt، William (1852) [1845]. The Dog. Philadelphia, PA: Blanchard and Lea.

## روابط خارجية
- الملك تشارلز كلب الملك تشارلز على مشروع الدليل المفتوح